# Tetranychus zaheri
Tetranychus zaheri är en spindeldjursart som beskrevs av Nassar och Ghai 1981. Tetranychus zaheri ingår i släktet Tetranychus och familjen Tetranychidae. Inga underarter finns listade i Catalogue of Life.